# Wirtschaftsuniversität Krakau

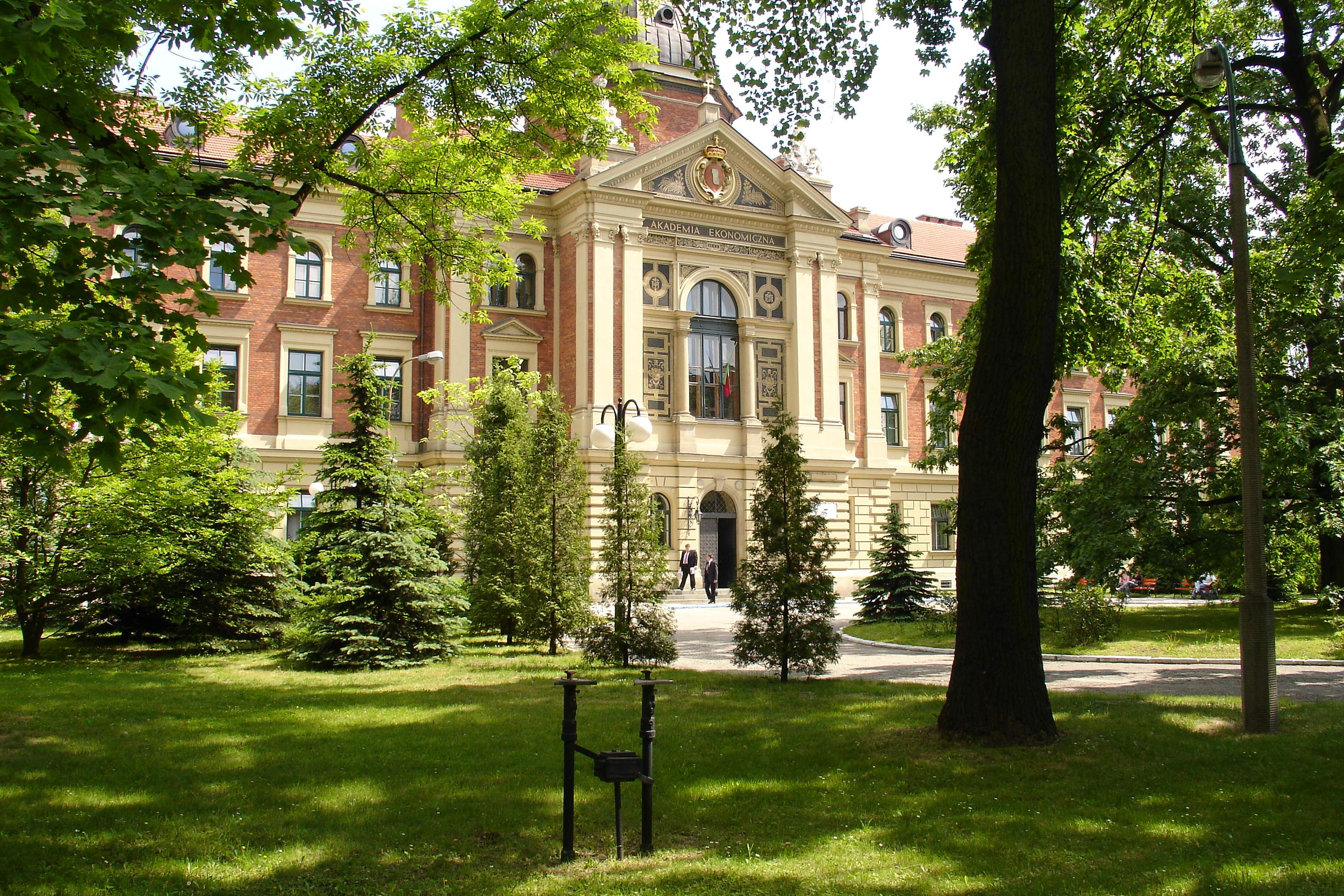
Hauptgebäude der Hochschule

Die Wirtschaftsuniversität Krakau (poln. Uniwersytet Ekonomiczny w Krakowie) ist eine 1925 gegründete Wirtschaftshochschule in der polnischen Stadt Krakau mit vier Fakultäten. Heute ist sie die größte polnische Wirtschaftshochschule. Rektor der Universität ist von 2020 bis 2024 Stanisław Mazur.
Bei der Gründung hatte die Universität den Namen Wyższe Studium Handlowe, 1937 wurde sie in Akademia Handlowa umbenannt. Als Hochschule in der Volksrepublik Polen erhielt sie 1950 den Namen Wyższa Szkoła Ekonomiczna und 1975 Akademia Ekonomiczna w Krakowie. Letztere Bezeichnung trug sie bis zur Umbenennung am 25. August 2007 in Uniwersytet Ekonomiczny w Krakowie.

## Fakultäten
Die Hochschule besitzt vier Fakultäten:
- Finanzwirtschaft
- Volkswirtschaft und internationale Beziehungen
- Handelslehre
- Management

sowie eine Forschungsabteilung, die u. a. zu Themen wie regionaler Strukturwandel, Management kleiner und mittlerer Unternehmen sowie Transformation der Planwirtschaften forscht.
Die Wirtschaftsuniversität Krakau ist die einzige Wirtschaftshochschule in Polen, die auch das Studium der Rechtswissenschaften anbietet. Seit 2016 ist dieses ein Teil des Finanz- und Rechtsinstituts. 